# 宋德福 (1945年)
宋德福（1945年11月—），男，河南洛阳人，中华人民共和国政治人物，曾任湖北省襄樊市人民政府副市长，湖北省工商业联合会会长，湖北省政协副主席，第九、十届全国政协委员。